# PF Group Holdings
PF Group Holdings Limited（港交所：8221），在1987年，由鄭天順於總部香港創辦「鄭天順證券有限公司」，其後1988年由羅德榮（主席）、羅紹榮已故兄長羅錦榮收購股份，1993年更名為「太平基業證券有限公司」。
業務在香港經營證券交易及經紀服務、資產管理等行業。
股份在2017年1月6日於港交所創業板上市。配售價格為0.16港元，配售股份為5億股，集資額為5500萬港元。

## 外部連結
- pfs.com.hk（页面存档备份，存于）